# Mercedes-Benz O 402
Le Mercedes-Benz O 402 est un midibus à plancher surélevé construit de 1985 à 1989. Le véhicule est techniquement et visuellement basé sur la deuxième génération d'autobus standard de Daimler-Benz, le Mercedes-Benz O 405. Cependant, le châssis provient de la holding suisse Nutzfahrzeuggesellschaft Arbon & Wetzikon (NAW) et la carrosserie de la société Göppel Bus d'Augsbourg.
Au total, 60 O 402 ont été construits. La plupart des exemplaires ont désormais été mis hors service en Allemagne et la majorité ont apparemment été vendus en Pologne, où ils étaient encore utilisés jusqu'à récemment.

## Camion de pompier
Les pompiers de l'aéroport de Munich disposaient d'un véhicule poste de commandement (VPC) basé sur un O 402 pour les incidents majeurs. Le VPC était développé comme une salle de briefing et dispose de postes de travail avec divers appareils : radio, fax, téléphone portable et radiocommunication aéronautique. Le véhicule appartient désormais à un club d'aviation de Haute-Bavière près de Landsberg am Lech.